# 歐大慶
欧大庆(1900年—1942年)，廣東省中山县第四区左步村人。汪精衛政權官員。

## 生平
早年随家人前往上海。20世纪20年代东渡日本留学，在士官学校学习。回国后在上海交易所充当经纪人，从事买空卖空交易。第二次中日戰爭爆發后，於1939年11月出任汪精衛政權的中山县县长。欧大庆後來又看中廣州市市長職務，在廣州活動期間突然死亡。